# Barbă Neagră
Edward Teach (c. 1680 - 22 noiembrie 1718) cunoscut și ca Barbă-Neagră, a fost un pirat englez notoriu care a acționat în Indiile de Vest și pe Coasta Estică a Coloniilor Americane.
Despre copilăria sa se știe doar că s-a născut în Bristol, Anglia. Se crede că a fost un marinar pe o navă privată în timpul Războiului Reginei Anne, avându-l drept căpitan pe Benjamin Hornigold care era un pirat activ.
După moartea lui Hornigold, Edward a capturat o navă franceză și a numit-o Queen Anne's Revenge.